# Bonatea griseolata
Bonatea griseolata là một loài bướm đêm trong họ Geometridae.